# Österreichische Bibelgesellschaft
Die Österreichische Bibelgesellschaft vertreibt in Österreich alle deutschsprachigen Bibeln sowie Bibelausgaben in etwa 80 Sprachen, berät in Fragen zur Bibel und unterstützt Bibelprojekte im Ausland.

## Ziele und Aufgaben
Hauptanliegen der überkonfessionell arbeitenden Bibelgesellschaft ist es, in zeitgemäßer Form den Menschen Zugänge zur Bibel zu eröffnen, teils in Zusammenarbeit mit den christlichen Kirchen. Dies erfolgt durch bibelmissionarische Projekte, Vorträge, Veranstaltungen, Ausstellungen und im 2005 eröffneten „Bibelzentrum beim Museumsquartier“ in Wien. Das Bibelzentrum ist ein Ort zur Begegnung mit der Bibel, für den Dialog von Bibel, Kunst und Gesellschaft. Die Bibelgesellschaft ist für Schulen, Bildungseinrichtungen und Pfarrgemeinden ein gefragter Ansprechpartner.
Seit einigen Jahren ist die Bereitstellung von kostenlosen Bibeln für Flüchtlinge und Gefangene ein wichtiger Arbeitsbereich.
Als Mitglied im Weltbund der Bibelgesellschaften mit seinen 135 nationalen Bibelgesellschaften unterstützt die Österreichische Bibelgesellschaft auch Bibelübersetzungs- und Bibelverbreitungsprojekte im Ausland.

## Geschichte
Die Geschichte der Bibelgesellschaft in Österreich reicht zurück bis in das Jahr 1850. Damals gründete der britische Kaufmann und Sprachlehrer Edward Millard in Wien ein Bibeldepot der Britischen und Ausländischen Bibelgesellschaft (British and Foreign Bible Society, gegründet 1804). Von hier aus begann Millard, innerhalb der Habsburgermonarchie einen Bibelverbreitungsdienst zu organisieren. Während seiner Tätigkeit in den Jahren 1850 bis 1887 wurden 4.758.262 Voll- bzw. Teilbibeln in den verschiedenen Sprachen des Vielvölkerreiches unter die Bevölkerung gebracht. Auch nach dem Zusammenbruch Österreich-Ungarns arbeitete die Britische und Ausländische Bibelgesellschaft in Wien weiter. Schon vor dem Ausbruch des Zweiten Weltkriegs musste die Berliner Niederlassung der Britischen und Ausländischen Bibelgesellschaft auf Druck der Gestapo geschlossen werden. Die Bestände sollten nach Wien überführt werden. Nach Ausbruch des Krieges wurde jedoch das Vermögen der Britischen und Ausländischen Bibelgesellschaft vom NS-Regime als „feindliches Vermögen“ beschlagnahmt. Nun sollten die kompletten Berliner Bestände vernichtet werden. Währenddessen konnte die Wiener Niederlassung, wenn auch unter massiven Auflagen, weiterarbeiten. Auf wahrhaft abenteuerliche Weise gelang es dem damaligen Direktor des Wiener Bibeldepots, Karl Uhl, die Berliner Bestände – 35 Tonnen Bibeln – während des Krieges nach Wien zu bringen und so zu bewahren. 1970 sollte schließlich aus der Wiener Zweigstelle der Britischen und Ausländischen Bibelgesellschaft die selbstständige Österreichische Bibelgesellschaft werden.
Unter den zu Freiverteilung und Verkauf bestimmten Beständen aus Berlin befand sich auch eine Sammlung historischer Bibeln, welche den Grundstock zur Historischen Bibliothek in Wien legen sollte. Heute beherbergt die kleine historische Bibliothek der Österreichischen Bibelgesellschaft – beim Museumsquartier im siebten Wiener Gemeindebezirk gelegen – eine umfangreiche Sammlung von ca. 1.750 Bibelausgaben in mehr als 470 Sprachen aus sechs Jahrhunderten. Daneben umfasst sie auch an die 80 verschiedene deutsche Bibelübersetzungen. Seit den 1950er-Jahren hat sich der Bestand durch gezielten Zukauf einerseits, durch Schenkungen und Nachlässe andererseits laufend vergrößert. Dabei handelt es sich zum einen um Vollbibeln, zum anderen um Teilausgaben bzw. einzelne biblische Bücher, aber auch um historische themenbezogene Lexika und Studienbücher. Neben Erstdrucken wurden des Weiteren Neuauflagen der jeweiligen Sprachen eingegliedert. Teile der Bestände sowie wertvolle Exponate sind im Rahmen einer Dauerausstellung in den verglasten Bereichen der Bibliothek ausgestellt. Daneben beherbergt die Bibliothek auch eine umfangreiche Faksimile-Sammlung sowie wissenschaftliche Literatur zu den Themen Bibelübersetzung und Bibelsprachen. Auch das Archiv der Bibelgesellschaft ist in den Bibliotheksbestand integriert. Die Bibliothek ist eine stets wachsende, das heißt, dass laufend möglichst viele Neuerscheinungen von Bibelübersetzungen in den Bestand aufgenommen werden. Den Kern der historischen Exponate bildet eine kleine Sammlung von Bibeldrucken aus der Renaissance- und Barockzeit, wobei die älteste (lateinische) Bibel aus dem Jahr 1509 stammt. Zahlreiche – auch fremdsprachige – Bibeln des 17. und 18. Jahrhunderts schließen sich an. Mit den darin enthaltenen Holzschnitten, Kupferstichen, Kartuschen und Emblemen, den Darstellungen biblischer Szenen, aber auch der Kirchenväter, Reformatoren und Bibelübersetzer, eröffnet sich dem Betrachter die facettenreiche Welt des illustrierten Buchdrucks der Frühen Neuzeit. Die im 19. Jahrhundert infolge der Gründung von Bibelgesellschaften im großen Stil einsetzende Bibelübersetzung in außereuropäische Sprachen findet in der Bibliothek ihren Niederschlag im umfangreichen Bestand fremdsprachiger Bibel aus ebendieser Zeit. Bei den deutschen Bibeln finden sich neben einfachen Ausgaben auch aufwändig gestaltete Exemplare in prachtvollen historistischen Einbänden, die auf die reiche Haus-, Familien- und Traubibeltradition des 19. Jahrhunderts verweisen. Ergänzt wird die Sammlung durch den Hauptbestand der Bibliothek, durch Bibelausgaben des 20. und 21. Jahrhunderts. Im Jahr 2011 wurde die Bibliothek einer gründlichen Revision unterzogen und teilweise neu aufgestellt.

## Mitgliedskirchen
Getragen wird die Arbeit der Bibelgesellschaft von zwölf Mitgliedskirchen: Hier ist vor allem die Evangelische Kirche Augsburgischen Bekenntnisses (lutherisch) zu nennen, ferner die Evangelische Kirche Helvetischen Bekenntnisses (reformiert) und die Evangelisch-methodistische Kirche sowie die Altkatholische Kirche, die Armenisch-Apostolische Kirche, die Griechisch-orthodoxe Kirche, die Rumänisch-Orthodoxe Kirche, die Syrisch-Orthodoxe Kirche, die Anglikanische Kirche, der Bund der Baptistengemeinden, die Freien Christengemeinden und die Heilsarmee. Begleitet wird die Arbeit der Bibelgesellschaft auch von der Evangelisch-Theologischen Fakultät der Universität Wien.
Im katholischen Bereich arbeitet vor allem das Österreichische Katholische Bibelwerk.

## Einzelbelege
1. ↑  Stefan René Buzanich/Veronika Macek, Würzburg, 1705: Eine hochbarocke Bibel erzählt ihre Geschichte(n). Kurzweiliges aus der historischen Bibliothek der Österreichischen Bibelgesellschaft, in: biblos. Beiträge zu Buch, Bibliothek und Schrift, Band 61, 2 (2012) (S. 119f.)
2. ↑  Stefan René Buzanich/Veronika Macek, Würzburg, 1705: Eine hochbarocke Bibel erzählt ihre Geschichte(n). Kurzweiliges aus der historischen Bibliothek der Österreichischen Bibelgesellschaft, in: biblos. Beiträge zu Buch, Bibliothek und Schrift, Band 61, 2 (2012) (S. 120f.)